# Megalobrama skolkovii
Megalobrama skolkovii är en fiskart som beskrevs av Benedykt Dybowski 1872. Megalobrama skolkovii ingår i släktet Megalobrama och familjen karpfiskar. Inga underarter finns listade i Catalogue of Life.